# 공군교육훈련준칙발전지휘부
공군교육훈련 및 준칙발전지휘부(중국어 정체자: 空軍教育訓練暨準則發展指揮部, 영어: Air Force Education, Training and Doctrine Development Command), 줄여서 教準部, 교준부는 중화민국 공군사령부 직속 군사 교육 및 훈련, 교리 연구 지휘부이다.

## 역사
1998년 3월 13일 국방부 명령 제429호에 따라 공군 동부사령부를 폐지하고 같은 해 7월 1일 공군총사령부 산하 공군교육훈련 및 준측발전사령부를 설립되었다. 
2006년 2월 22일, 精準案, 정진안에 따라 공군교육훈련 및 준측발전지휘부로 지위가 한 단계 낮아졌다.

## 구조

### 지도부
- 지휘관 1명 중장
- 부지휘관 1명 소장
- 참모장 1명 상교
- 부참모장 1명 상교
- 정치작전주임 1명 상교
- 정치작전부주임 1명 상교
- 지휘부 사관독도장 사관장 1명

### 산하 조직

#### 현재
- 공군항공기술학원(중국어:空軍航空技術學院) - 타이완성 가오슝시 강산구
- 공군기지훈련지휘부 - 타이완성 화롄현 佳山 기지
- 국군방공포병부대훈련소 (옛 방공포병신병훈련소) - 타이완성 핑둥현 팡산향
  - 교육근무지원중대
  - 國軍靶勤隊, 국군파근대(靶→과녁)
  - 제1훈련중대
  - 제2훈련중대
  - 제3훈련중대
- 헌병 제11중대

#### 과거
- 제737전술전투기연대
- 공군측정평가전술연구소(空軍測評戰研中心)

## 기록

### 소속
- 공군총사령부; 1998년 7월 1일

### 계보
- 1998년 7월 1일, 空軍教育訓練暨準則發展司令部, 공군교육훈련 및 준측발전사령부
- 2006년 2월 22일, 空軍教育訓練暨準則發展指揮部, 공군교육훈련 및 준측발전지휘부

## 같이 보기
- 육군준측부
- 해군준측부